# Endoxyla fuscus
Endoxyla fuscus is een vlinder uit de familie van de Houtboorders (Cossidae). De soort is voor het eerst wetenschappelijk beschreven als Strigoides fuscus door Charles Swinhoe in een publicatie uit 1892.
De soort komt voor in Australië.